# Septième circonscription de Hokkaidō
La septième circonscription de Hokkaidō (北海道第7区, Hokkaidō dai-nana-ku) est l'une des douze circonscriptions législatives que compte la préfecture de Hokkaidō au Japon. Alors qu'elle était originellement la treizième circonscription de Hokkaidō lors de sa création en 1994, elle change de numéro en 2002 lorsque l'ancienne septième circonscription est supprimée.

## Description géographique
Entre sa création en 1994 et sa suppression en 2002, l'ancienne septième circonscription comprenait l'intégralité des sous-préfectures de Rumoi et Sōya, dont leurs chefs-lieux respectifs Rumoi et Wakkanai, ainsi que les villes de Shibetsu, Nayoro et Furano et le reste de la sous-préfecture de Kamikawa à l'exception de la ville d'Asahikawa.
L'ancienne treizième et actuelle septième circonscription est composée depuis 1994 des sous-préfectures de Kushiro et Nemuro, dont leurs chefs-lieux respectifs Kushiro et Nemuro,,,.

## Députés
| Législature | Début de mandat | Fin de mandat | Député élu       | Parti politique | Parti politique |
| ----------- | --------------- | ------------- | ---------------- | --------------- | --------------- |
| 41e         | 1996            | 2000          | Eikō Kaneta (ja) |                 | PLD             |
| 42e         | 2000            | 2003          | Eikō Kaneta (ja) |                 | PLD             |

| Législature | Début de mandat | Fin de mandat | Député élu          | Parti politique | Parti politique |
| ----------- | --------------- | ------------- | ------------------- | --------------- | --------------- |
| 41e         | 1996            | 2000          | Naoto Kitamura (ja) |                 | Shinshintō      |
| 42e         | 2000            | 2003          | Naoto Kitamura (ja) |                 | PLD             |
| 43e         | 2003            | 2005          | Naoto Kitamura (ja) |                 | PLD             |
| 44e         | 2005            | 2009          | Hiroko Nakano       |                 | PDJ             |
| 45e         | 2009            | 2012          | Yoshitaka Itō (ja)  |                 | PLD             |
| 46e         | 2012            | 2014          | Yoshitaka Itō (ja)  |                 | PLD             |
| 47e         | 2014            | 2017          | Yoshitaka Itō (ja)  |                 | PLD             |
| 48e         | 2017            | 2021          | Yoshitaka Itō (ja)  |                 | PLD             |
| 49e         | 2021            | 2024          | Yoshitaka Itō (ja)  |                 | PLD             |
| 50e         | 2024            | -             | Takako Suzuki       |                 | PLD             |